# Colmena Langstroth

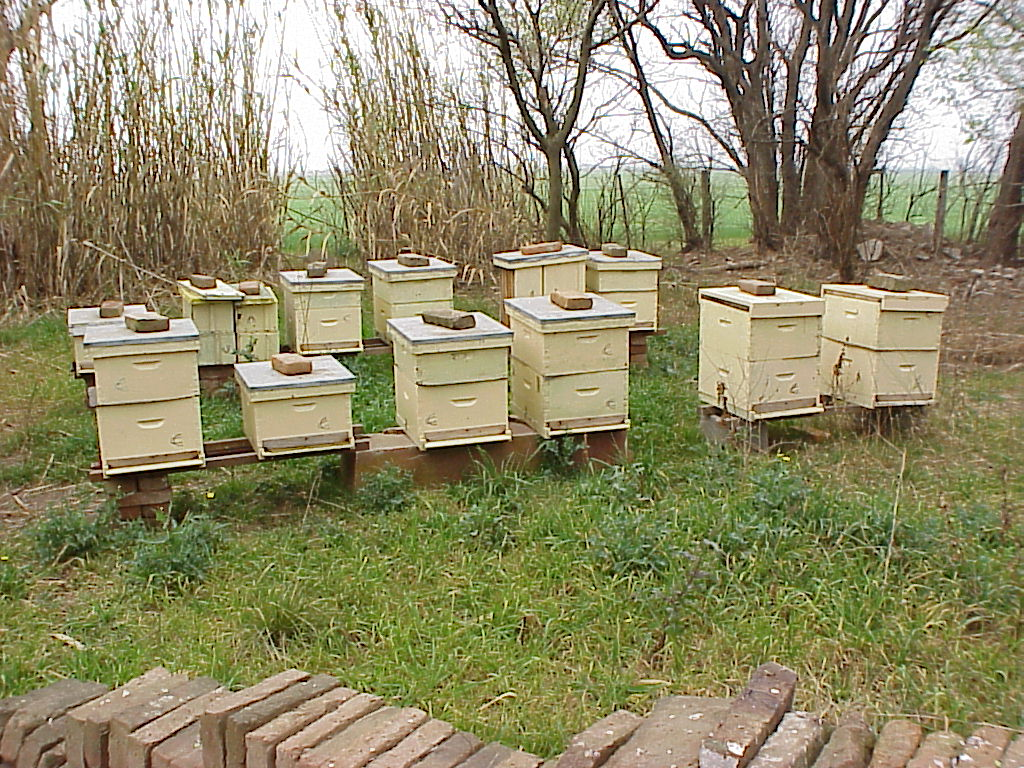
Apiario de colmenas Langstroth.

La colmena Langstroth lleva el nombre de su inventor, Lorenzo Langstroth. Fue patentada en Estados Unidos en 1852. Esta colmena de tipo vertical, revolucionó al mundo por sus cuadros móviles y alzas móviles.

## Partes de una colmena Langstroth

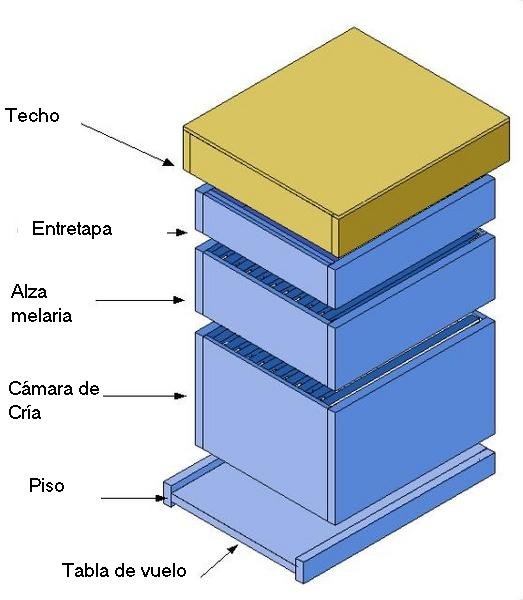
Colmena Dadant

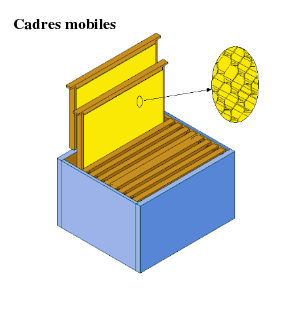
Cuadros móviles con panales.

- Piso: el piso está clavado o atornillado a la primera alza, y se denomina cámara de cría. La saliente del piso con respecto a la cámara de cría, se denomina tabla de vuelo. La abertura entre el piso y el alza, por donde ingresan las abejas, se denomina piquera.
- Alzas
  - Cámara de cría: es la primera alza, normalmente estándar, en ella están los cuadros con panales de cría, con el piso de la colmena clavada a la misma.
  - Alzas melarias: a continuación de la cámara de cría se colocan las alzas melarias (donde se acumula la miel), pudiéndose ser de tres tipos en cuanto a su altura; la estándar, la tres cuartos y las medias alzas. Dependiendo de la preferencia del apicultor, en virtud que en las estándares se acopian 22 o 23 kg de miel, en las tres cuartos 15 kg y 11 kg en las medias alzas en promedio.
  - Techo: en la parte superior está el techo. Existen básicamente dos tipos el denominado techo tipo europeo que es un recuadro de madera y como tapa tiene cartón prensado, recubierto por chapa zíncada. El americano que solo tiene reborde de madera en las puntas, está confeccionado con tablas de madera, pudiendo estar recubierto por chapa zincada o no.
  - Entretapa o entretecho: en los techos de tipo europeos, existe una entretapa entre el techo y la última alza. Su función es producir un mejor aislamiento generando una cámara de aire, esta entretapa produce el espacio abeja necesario entre los cabezales de los marcos y la misma. La entretapa no es necesaria en el techo tipo americano, al cual por ser de madera sólida, solo se le agrega un reborde para dar el espacio abeja.
- Cuadros móviles: en cada alza hay diez cuadros. Existen de tres medidas estándares, tres cuartos y medios cuadros, según correspondan al tipo de alza. Los cuadros móviles son portadores de hojas de cera estampada, que es una hoja de cera a la cual se le imprimen los hexágonos, pudiendo en la actualidad ser de material plástico con hexágonos impresos y un baño de cera en la superficie. La cera estampada es adherida al cuadro por fusión a alambres longitudinales (generalmente), en otros casos verticales, por medio de calor producido mediante una resistencia eléctrica sobre estos alambres.

## Materiales para la confección de colmenas
Tradicionalmente el material es la madera, en la actualidad[¿cuándo?] las colmenas están confeccionadas en materiales plásticos, cemento con arena volcánica (vermiculita), etc. La madera utilizada depende de la región o de la flora del país donde reside el apicultor. En Argentina las maderas más comunes utilizadas son las de eucalipto (Eucaliptus saligna), pinos, araucaria, álamo, olmo, paraíso, acacia, entre las maderas exóticas cultivadas. Se utilizan maderas autóctonas de quebacho blanco, quebracho colorado, algarrobo, caldén, etc. En los pisos y techos es común utilizar maderas duras, mientras que en las alzas se utilizan maderas semiduras, y en la confección de los cuadros maderas semiduras y blandas. La madera es protegida con pinturas generalmente, y si son blandas las alzas suelen ser parafinadas lo cual se logra sumergiendo las mismas en parafina líquida a 110 °C produciéndose una incrustación en la madera.

## Ventajas y desventajas de la colmena Langstroth
Esta colmena fue adoptada como la colmena perfección en prácticamente todo el mundo. Sus ventajas residen en el cuadro móvil, que permite un adecuado manejo a la hora de dividir una colmena en dos, en virtud que podemos llevar cuadros con cría a otra cámara o nuclero. 
Esta colmena permite ir dando lugar a medida que crece la población de abejas, agregando nuevas alzas, para aumentar la cámara de cría o para aumentar el espacio necesario en la acumulación de miel. Al ser una colmena articulada el apicultor agrega material o quita el mismo al cosecharla, devolviendo las alzas vacías con sus cuadros intactos para que se produzca un nuevo llenado de los panales con miel.
Esta colmena permite tener expuesta a las inclemencias del tiempo, parte del material, la cámara de cría y un alza melaria, pero se puede mantener el resto de las alzas melarias en lugares protegidos fuera del alcance de los meteoros durante el invierno.
Entre las desventajas podemos citar el costo elevado que puede tener esta colmena en los países menos desarrollados, por ello ciertas organizaciones recomiendan el uso de colmenas horizontales.
Es necesario un manejo adecuado, principalmente el de la cámara de cría (agrandándola) durante el desarrollo de la colmena. Por el contrario, es necesario achicar el espacio quitando alzas durante la invernada.
En la transhumancia es fácil mover cámaras de cría, pero resulta muy engorroso mover colmenas con un alza melaria arriba.

## Nucleros o núcleos Langstroth
El nuclero (núcleo en España) es una colmena tipo langstroth reducida en su ancho, pueden ser de tres, cuatro, o cinco marcos móviles, utilizados para dividir parte de la población de abejas a los fines de generar una nueva colonia. Como la población o núcleo original para dar comienzo a una nueva colonia es normalmente reducida se busca una casa más chica, que permita una mejor termorregulación de la colonia. La división de una colonia se logra colocando dentro de un nuclero dos o tres cuadros con cría operculada, uno o dos de miel y una reina fecundada o en su defecto una reina virgen o una celda real por nacer. En unos días la nueva reina comienza la postura y así obtenemos una nueva colmena, cuando trasvasamos el contenido del núcleo a una nueva cámara de cría, donde se completan los diez cuadros móviles.

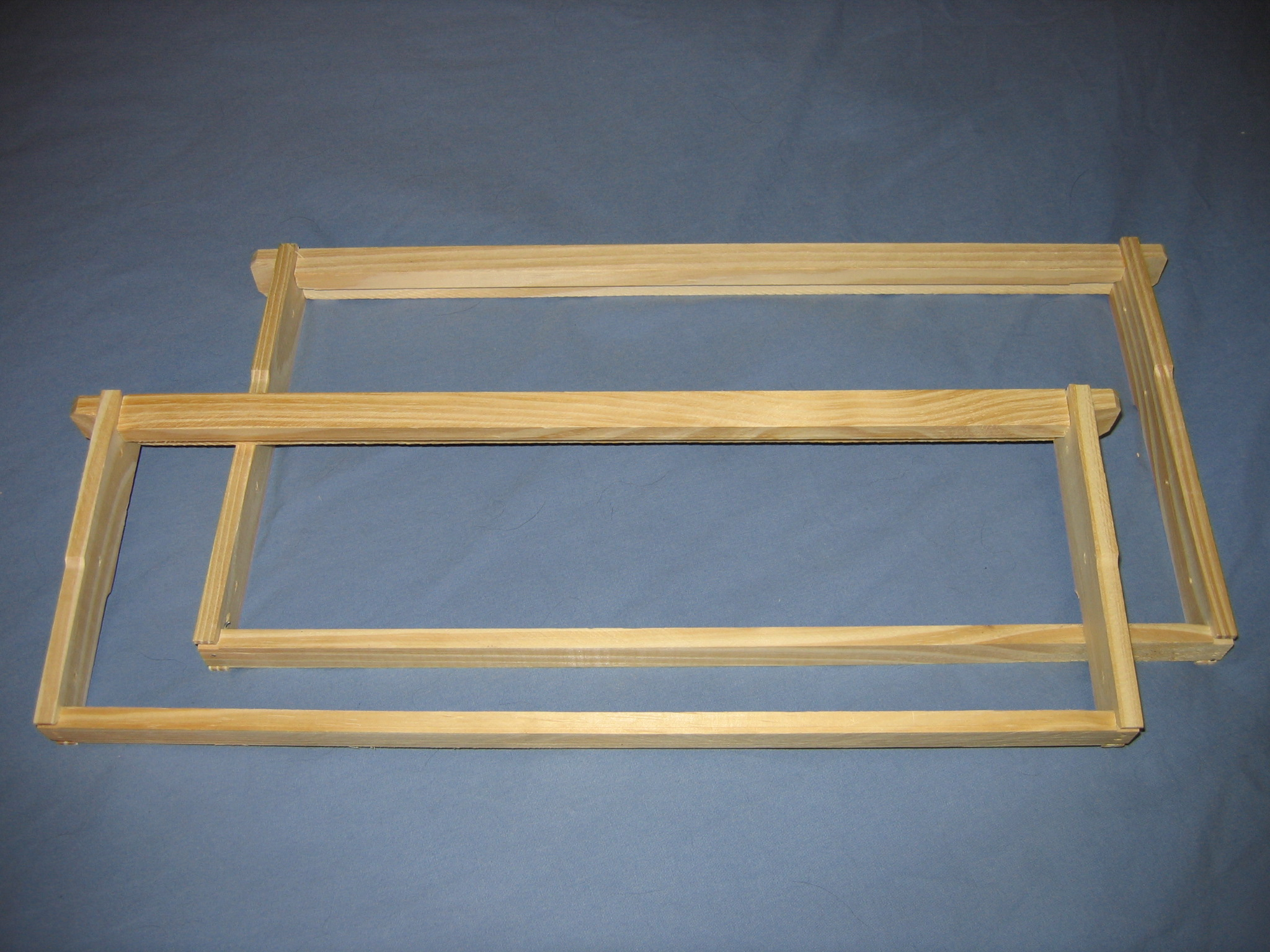
Marcos o cuadros Langstroth.

## Medidas internas de diferentes tipos de colmenas verticales
Las tablas que forman las paredes de las colmenas son, generalmente, de 25 mm. Las medidas de la tabla están en centímetros.
| Tipo                   | Langstroth     | Dadant           | Lusitana      | Warré                | Layens                                                                                  |
| ---------------------- | -------------- | ---------------- | ------------- | -------------------- | --------------------------------------------------------------------------------------- |
| Medidas cámara cría    | 51 x 42,5 x 24 | 51 x 42,5 x 31   | 37 x 38 x 31  | 30 x 30 x 21         | según Nº cuadros (con 12 cuadros 49 x 34,5 x 41)                                        |
| Medidas alzas          | 51 x 42,5 x 24 | 51 x 42,5 x 17   | 37 x 38 x 16  | 30 x 30 x 21         | (En colmenas mixtas, pueden adaptarse cuadros de media alza langstroth perpendiculares) |
| Med. cuadro cámara     | 42 x 20        | 42 x 27          | 33 x 27       | 30 x 20 (sin marcos) | 35 x 30                                                                                 |
| Med cuadro alza miel   | 42 x 20        | 42 x 13          | 33 x 12       | 30 x 20 (sin marcos) | 35 x 30                                                                                 |
| Superficie cuadro      | 160 dm²        | 220 dm²          | 180 dm²       | 120 dm² (sin marcos) | 240 dm²                                                                                 |
| Cría teórica           | 45.000 abejas  | 60-62.000 abejas | 50.000 abejas | 22.500 abejas        | 67.200 abejas                                                                           |
| kg de abeja x cría     | 4,5 kg         | 6 kg             | 5 kg          | 2,25 kg              | 6,7 kg                                                                                  |
| Capacidad en litros    | 42,4 L         | 54 L             | 43,5 L        | 18,9 L               | 68,1 L (12 cuadros estándar)                                                            |
| Capacidad total        | 84,8 L         | 84 L             | 65,9 L        | 56,7 L (3 cuerpos)   |                                                                                         |
| Capacidad en alza mel. | 25 kg          | 16 kg            | 13 kg         | 12 kg                |                                                                                         |